# Mocorito
Mocorito es una ciudad del estado de Sinaloa, México. Se ubica en la región noroeste del Estado. Sus coordenadas son 25°28′52″N 107°55′13″O / 25.48111, -107.92028. Es cabecera del municipio homónimo. Cuenta con una población de 5,926 habitantes, con un crecimiento negativo en las últimas décadas, por la constante migración hacia las grandes ciudades.

## Pueblo mágico
En 2015 fue declarado por el gobierno de México a través de la Secretaría de Turismo como “Pueblo mágico”, denominación que le permite presentar el municipio como destino turístico ante el mundo.

## Flora
En Mocorito se pueden identificar perfectamente las tres regiones climáticas que se encuentran el Sinaloa: sabana tropical al oeste; montañoso en el este y una zona de transición en su zona central, por lo que se distinguen tres pisos de vegetación: la de coníferas, robles, encinos y pinos en las altas montañas; amapas, ébanos, cedros y sabinos en sus estribaciones, y hierbas y matorrales en la zona costera, donde proliferan manglares, guamuchileros, mezquites e higueras silvestres. La mayor parte de las tierras de cultivo son de carácter temporal, con cultivos como el arroz, soya, cártamo, trigo, semilla de algodón, ajonjolí, frijol, sorgo y algodón en pacas, caña de azúcar, maíz; frutales como melón, sandía, aguacate, mango, naranja y papaya.

## Mocorito Colonial

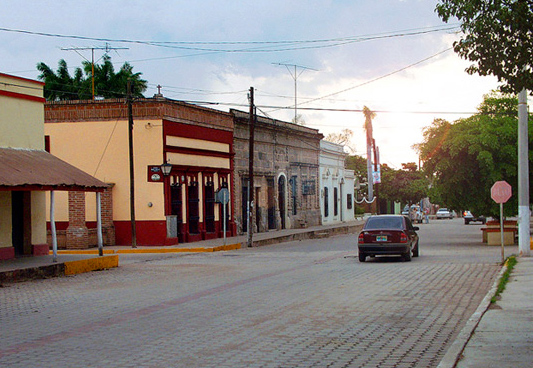
Calles de Mocorito.

Los mitos, leyendas, historias fantásticas son parte de la cultura de un pueblo. En Mocorito se cuentan de generación en generación historias de almas en pena y de animales que se vuelven hombres o viceversa.
Entre los antiguos callejones no es difícil imaginar la veracidad de estas leyendas, soñando con damas de blanco que caminan sin tocar el suelo o doncellas que mueren de amor esperando la llegada de su amante, así este es un pueblo romántico por tradición.
En el Municipio existen viejas casonas y construcciones que tienen un significado especial en su historia. Entre las más importantes se tiene a la Iglesia de Mocorito antecedida por una capilla de adobe levantada por los españoles. Esta capilla fue destruida para iniciar la construcción de un templo más sólido con el trabajo de los indios y se terminó hasta el siglo XVII. Por eso tiene una mezcla de estilos: La parte central de la fachada es de cantera rústica y el resto del frente incluyendo la torre es de ladrillo. Dentro del templo se encuentran 14 grabados que datan del siglo XVI, representando el vía crucis, obras con una antigüedad de más de 400 años.
El municipio cuenta con otras construcciones que data de esta época como las Iglesias de Capirato y Comanito.

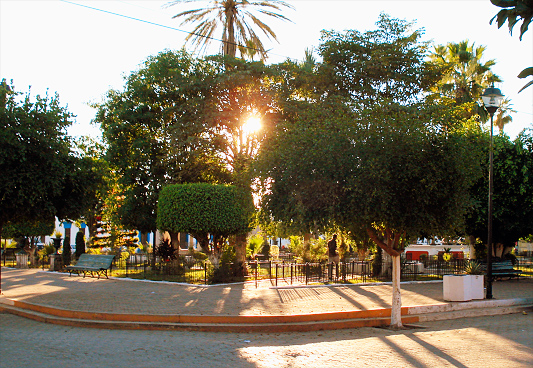
Plaza Hidalgo de Mocorito.

El lugar preferido de todos los pueblos es su Plazuela. La de Mocorito se empezó a construir en 1900. Fue inaugurada con el nombre de "Hidalgo" el 16 de septiembre de 1902, de ahí se sacaron diez carretones de osamenta humana pues como era la costumbre de religiosos y españoles, el entierro se realizaba en los atrios de sus iglesias y los terrenos contiguos a estos.
Mocorito ha aportado a Sinaloa y al país el ejemplo de tres grandes héroes: Doña Agustina Ramírez, el licenciado Eustaquio Buelna y el general Rafael Buelna Tenorio.
En agradecimiento a ello se creó una plazuela situada en los terrenos que antiguamente eran del mercado público. Este lugar típicamente colonial es el paraíso de las parejas románticas por sus hermosos rincones cubiertos de follaje.
En la plazuela destacan las tres esculturas de bronce que representan a estos Mocoritenses heroicos y le dan su nombre "La Plaza de los Tres Grandes".

## Gastronomía
La comida es un rasgo cultural en las tradiciones de los mocoritenses. La buena fama de los productos que ahí se elaboran ha recorrido no sólo el Estado, sino trascendido a nivel nacional e internacional: El chilorio, chorizo, la machaca, las palomas y el jamoncillo hacen que la visita a este pueblo se convierta en un hermoso paseo.

## Tradiciones y costumbres

### Fiesta de la Purísima Concepción

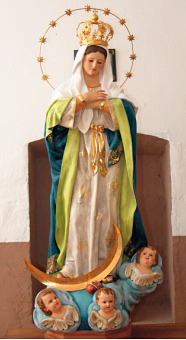
La Inmaculada Concepción, santa patrona de Mocorito.

La celebración de la Fiesta de la Purísima Concepción es uno de sus atractivos. Desde hace casi 100 años se celebra el 8 de diciembre a la Virgen Patrona de la Iglesia. Es una fiesta popular que dura una semana, que congrega a los mocoritenses y a los pobladores de los alrededores, así como a los visitantes de la región. Para la celebración de esta gran feria anual se levanta una enramada donde la banda mocoritense, tradición también de este pueblo, toca toda la noche para que los asistentes bailen al son de su música. Juegos pirotécnicos, juegos de azar, juegos mecánicos y la algarabía de comerciantes que se colocan alrededor de la plazuela le dan a esta fiesta su colorido y esplendor popular.

### Carnaval
El carnaval de Mocorito se viene realizando de años atrás. Al inicio de la cuaresma empieza la fiesta el sábado, siguiendo el domingo, lunes y martes. El primer día la gente se reúne en la plazuela esperando que se conozca la identidad del malhumor que se quemará esa noche. Para el domingo los adultos se han preparado para desfilar. El lunes son los niños quienes desfilan. Cada uno se empeña en que su carro alegórico sea el mejor diseñado, así como el disfraz que llevan. El martes para cerrar con broche de oro la diversión y alegría se juntan niños, jóvenes y adultos en un solo festejo con el tercer desfile que recorre las calles con la banda de música tras ellos.

### Música

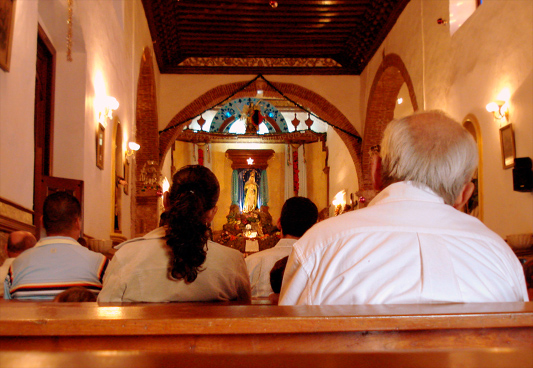
Dentro de la Iglesia de la Inmaculada Concepción

La música no podía faltar, ya que es una de las más profundas tradiciones. La  Banda Hermanos Rubio ha recorrido el país desde Tijuana hasta la Ciudad de México, tocando las alegres notas de la tambora: los sones "El Niño Perdido", "El Toro Viejo", "Brisas de Mocorito", "El Sinaloense", "El Palo Verde" y muchas más.

### Carreras de caballos
Mocorito es famoso por sus carreras de caballos. En este lugar se han dado las más grandes concentraciones de carreristas y apostadores de la región. Se han escenificado las carreras más famosas del siglo, como fue la que se cantó en el corrido de Los caballos que corrieron, que tuvo lugar en San Benito.

## Áreas turísticas

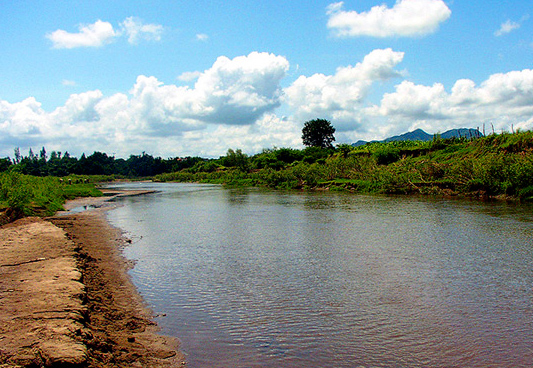
El Río Mocorito.

El río, las aguas termales, la arquitectura de sus Iglesias, las arboledas, las albercas municipales, la caza deportiva, invitan a los visitantes a conocer Mocorito, municipio destacado en la historia.
El Río Mocorito, es el tradicional paseo de familias, jóvenes y visitantes que disputan de sus aguas y de la sombra de sus álamos centenarios.
Sus atractivos naturales se extienden por las comunidades de La Huerta, Palmarito, Cerro Agudo, El Descanso, El Valle, Bebelarna, El Álamo, Potrerillos, Las Tahonas y la Cabecera Municipal (la ciudad de Mocorito). Cuenta con aguas termales abundantes, destacando por sus propiedades curativas las de La Huerta, Palmarito y San Benito, los cuales son un gran atractivo para los visitantes y pobladores de la región, muy visitados en las vacaciones de Semana Santa.

## Hermanamientos
La ciudad de Mocorito tiene Hermanamientos con 14 ciudades alrededor del mundodb city, ed. (2018). «Convenios de hermanamiento y amistad».
1. Estados Unidos Ontario (1982)
2. México Magdalena de Kino (2016)[8][9][10]
3. México Alamos (2016)[11]
4. México Batopilas (2016)[11]
5. México Creel (2016)[11]
6. México El Rosario (2016)[11]
7. México Cosalá (2016)[11]
8. México Todos Santos (2016)[11]
9. México El Fuerte (2016)[11]
10. México Tecate (2017)[12][13]
11. México Zacatlán
12. Estados Unidos Phoenix (2018)[14]
13. Estados Unidos La Puente (2020)[15][16]